# Disney Vacation Club
El Club de Vacaciones de Disney - Disney Vacation Club (DVC) - es un programa de vacaciones por multipropiedad operado y propiedad de Disney Vacation Development, Inc., una subsidiaria de Disney Signature Experiences, una división de Disney Parks, Experiences & Products, un segmento de The Walt Disney Company. Permite comprar un inmueble en un resort DVC.

## Historia
La primera propiedad de Disney Vacation Club, conocida como Disney Vacation Club Resort (rebautizada como Disney's Old Key West Resort en enero de 1996), abrió el 20 de diciembre de 1991 en Walt Disney World. En 1991, Disney registró el plan de multipropiedad en el estado de Hawái, pero no llegaron a un acuerdo sobre la custodia en el momento de su creación. Esto permitió a Disney anunciar su compañía multipropiedad pero no pudieron vender. El 17 de enero de 1992, Disney Vacation Club se incorporó a Disney Vacation Development, Inc.
El 30 de marzo de 1993, Disney Vacation Development Inc anunció sus planes sobre un complejo multipropiedad de 440 unidades a 152 kilómetros (95 millas) al sureste de Walt Disney World en Florida, iniciándose la construcción el 28 de julio de 1994. Este resort, conocido ahora como Disney's Vero Beach Resort, abrió el 1 de octubre de 1995 como el Vacation Club Resort en Vero Beach, Florida. Disney abrió cinco meses después Disney's Hilton Head Island Resort, el 1 de marzo de 1996 en Hilton Head Island, Carolina del Sur.
Disney's Animal Kingdom Villas abrió su primera fase en 2007, costando 17,000$ membresía. Para el 17 de septiembre de 2008, Disney Vacation Development tenía dos nuevas propiedades de multipropiedad en construcción: Torre Bay Lake (Bay Lake Tower) y Treehouse Villas en los hoteles existentes en el parque Disney de Orlando y ambas debían abrir en 2009. Se esperaba que la Torre Bay Lake abriera su multipropiedad por 18,000$.
El 3 de octubre de 2007, Disney anunció que abriría su último complejo de Disney Vacation Club en 21 acres que había comprado en Ko Olina Resort, Honolulu / Oahu, comenzando a construirse en 2008 y con planes de finalización en el 2011. El complejo ofrecería tanto unidades DVC como habitaciones de hotel estándar para los huéspedes del complejo. Con el anuncio, DVC presentó su documentación restante para permitir que sus multipropiedades se vendiesen en Hawái. Tres altos ejecutivos fueron despedidos por vender 460 multipropiedades en Ko Olina por lo que fue considerado como precios no rentables. El resort de Hawái se inauguró como Aulani el 28 de agosto de 2011.
A principios de 2011 se informó que Disney había comprado un terreno cerca de National Harbor, Maryland, un barrio a las afueras de Washington D. C., para construir potencialmente un complejo similar a los tres complejos de Disney Vacation Club que no se encuentran en Walt Disney World. Sin embargo, a fines de noviembre de 2011, Disney anunció que había cancelado los planes para construir un hotel resort de 500 habitaciones en National Harbor.
En abril de 2016, Disney Vacation Development dio por finalizados los beneficios extras de membresía a quienes compran contratos de DVC a través de mercados secundarios. Disney fue una de las últimas grandes compañías demultipropiedad en eliminar estos beneficios de acuerdo con la American Resort Development Association. En 2019, DVC anunció nuevas restricciones en las compras de reventa. En las compras de reventa realizadas después del 18 de enero de 2019, los contratos de reventa de DVC adquiridos para los 14 resorts originales en Walt Disney World, Disneyland y 3 ubicaciones independientes solo podrán usar sus puntos en estos 14 resorts existentes y no en los próximos Riviera y Reflections resorts. Además, los compradores de reventa en Riviera solo podrán usar sus puntos en el resort Riviera.
A partir de mediados de 2015, DVC comenzó a utilizar un proceso de ejecución hipotecaria no judicial que obligaba a los licitadores de subastas a estar presentes en lugar de permitir la presentación de ofertas en línea con la oficina del Secretario del Tribunal del Condado de Orange. En mayo de 2016, DVC aprobó Vacatia para la reventa de DVC. Estas se añadirían a dichas ventas a través de Fidelity Resales. En mayo de 2016, DVC anunció que su nueva propiedad en Disney's Wilderness Lodge se llamaría Copper Creek Villas & Cabins.
Existe un mercado secundario dinámico con un alto valor de reventa para las membresías de multipropiedad de Disney. En mayo de 2016, la compañía de investigación de mercado de multipropiedad de Sharket emitió una lista de valores de reventa de 2015 (con un puntaje basado en el volumen de reventa y los precios) que vio a los miembros de Disney Vacation Club desplazar a los competidores. Saratoga Springs, Bay Lake Tower en Contemporary y Animal Kingdom Villas fueron las multipropiedades de la compañía más cercanas a la parte superior de la lista.

## Afiliación
Para ser miembro de DVC, uno debe comprar un interés inmobiliario una única vez en uno de los resorts de Disney Vacation Club y, posteriormente, pagar las cuotas anuales. Todas las membresías se venden como un contrato de arrendamiento o un plazo por años. Disney incluye una cláusula de derecho de tanteo en sus contratos de membresía y utiliza un proceso de ejecución hipotecaria no judicial. La compañía tiene solo dos compañías de reventa aprobadas, Fidelity Resales y Vacatia. Disney también proporciona préstamos de multipropiedad para el comprador.

## Ubicaciones
| Propiedad                                                      | Co-Localizó                    | Ubicación                            | Unidades | Abierto                 | Fuente        |
| -------------------------------------------------------------- | ------------------------------ | ------------------------------------ | -------- | ----------------------- | ------------- |
| The Villas en                                                  | Grand Californian Hotel & Spa  | Disneyland Resort                    | 71       | septiembre de 2009      | [ 7 ]         |
| Torre Bay Lake                                                 | Contemporary Resort            | Walt Disney World Resort             | 300      | 4 de agosto de 2009     |               |
| Animal Kingdom Villas                                          | Animal Kingdom Lodge           | Walt Disney World Resort             | 708      | Agosto de 2007          |               |
| Beach Club Villas                                              | Beach Club Resort              | Walt Disney World Resort             | 282      | 1 de julio de 2002      |               |
| BoardWalk Villas                                               | BoardWalk Resort               | Walt Disney World Resort             | 530      | 1 de julio de 1996      |               |
| Polynesian Villas & Bungalows                                  | Polynesian Village Resort      | Walt Disney World Resort             | 380      | 1 de abril de 2015      |               |
| The Villas en                                                  | Grand Floridian Resort         | Walt Disney World Resort             | 147      | 23 de octubre de 2013   |               |
| The Villas en                                                  | Reflections - A Lakeside Lodge | Walt Disney World Resort             | 900      | 2022                    | [ 15 ] [ 16 ] |
| Boulder Ridge Villas                                           | Wilderness Lodge               | Walt Disney World Resort             | 181      | 15 de noviembre de 2000 | [ 14 ] [ 17 ] |
| Copper Creek Villas and Cabins                                 | Wilderness Lodge               | Walt Disney World Resort             | 185      | 17 de julio de 2017     |               |
| Old Key West Resort(anteriormente Disney Vacation Club Resort) | Independientes                 | Walt Disney World Resort             | 761      | 20 de diciembre de 1991 | [ 18 ]        |
| Saratoga Springs Resort & Spa                                  | Independientes                 | Walt Disney World Resort             | 888      | 17 de mayo de 2004      |               |
| Riviera Resort                                                 | Independientes                 | Walt Disney World Resort             | 300      | 16 de diciembre de 2019 | [ 19 ]        |
| Vero Beach Resort                                              | Independientes                 | Vero Playa, Florida                  | 211      | 1 de octubre de 1995    | [ 20 ]        |
| Hilton Head Island Resort                                      | Independientes                 | Hilton Head Island, Carolina del Sur |          | 1 de marzo de 1996      | [ 21 ]        |
| Aulani                                                         | Ko Olina, Hawái                | Oahu, Hawái                          | 460      | 28 de agosto de 2011    | [ 8 ]         |

Además, los hoteles que no son de Disney están disponibles a través de World Collection y la exclusiva Concierge Collection.